# Camille Lou
Pour les articles homonymes, voir Lou et Houssière (homonymie).
Camille Houssière, dite Camille Lou, est une autrice-compositrice-interprète et actrice française, née le 22 mai 1992 à Maubeuge (Nord).
Elle devient connue grâce aux comédies musicales 1789 : Les Amants de la Bastille et La Légende du roi Arthur, dans lesquelles elle interprète respectivement Olympe du Puget et la reine Guenièvre.
À partir de 2019, elle enchaîne les rôles dans des séries télévisées : Le Bazar de la Charité (2019), Les Combattantes (2022), Je te promets (2021-2023), Anthracite (2024) et Cat's Eyes (2024).

## Biographie

### Jeunesse
Son père est chanteur et guitariste dans un groupe appelé Les Paradoxes, ; ses sœurs et elle sont très tôt initiées au chant et à la musique, chacune apprenant à jouer d'un instrument (le violon pour Camille). À l'âge de douze ans, elle remporte un concours local de chant, les Voix de Noël, à Hautmont. Elle est aussi la cousine de Florentin Cabezon, membre du groupe de musique pop Arcadian.
Elle fait ses études secondaires au lycée Notre-Dame de Grâce à Maubeuge. Après avoir obtenu le baccalauréat (série ES mention bien), elle s'inscrit en droit à l'université de Valenciennes.

### Carrière

#### Ses débuts dans la musique
En janvier 2010, elle commence à chanter en solo sous le nom de scène Jimmie, avec l'aide de son professeur de guitare de l’époque. Elle sort son premier album La Grande Aventure, de style pop-rock. Elle fait beaucoup de premières parties sous ce pseudonyme, notamment celle de Cœur de pirate en mars 2010.
Amie des chanteurs Nuno Resende et Merwan Rim, elle est encouragée par ce dernier pour approcher Dove Attia, pour lequel Resende et Rim travaillent alors sur Mozart, l'opéra rock. Après l'avoir entendue chanter une chanson du film Once, Falling Slowly, Dove Attia, intéressé, l'invite à passer des castings pour sa prochaine comédie musicale. Quelques mois plus tard, en 2011, elle est choisie pour interpréter le rôle d'Olympe, gouvernante des enfants de Marie-Antoinette, dans la comédie musicale 1789 : Les Amants de la Bastille.
En décembre 2014, elle enregistre une chanson pour l’album We Love Disney avec Garou, une reprise de la chanson La Belle et la Bête du film homonyme.
En 2013, elle se consacre à ses projets solos mais également à sa « bande » composée de cinq chanteurs qui se produisent dans l'émission Les Chansons d'abord aux côtés de Natasha St-Pier, diffusée tous les dimanches à 17 h sur France 3.
En 2014, Dove Attia lui propose le rôle de Guenièvre dans sa nouvelle comédie musicale, La Légende du roi Arthur. La première représentation a lieu le 17 septembre 2015 au Palais des congrès de Paris avant une tournée en France en 2016.
En 2016, elle est engagée pour incarner une jeune infirmière mêlée à de sombres affaires dans le film Marché noir d'Emmanuel Fricero mais ce projet n'aboutit pas, faute de financement.

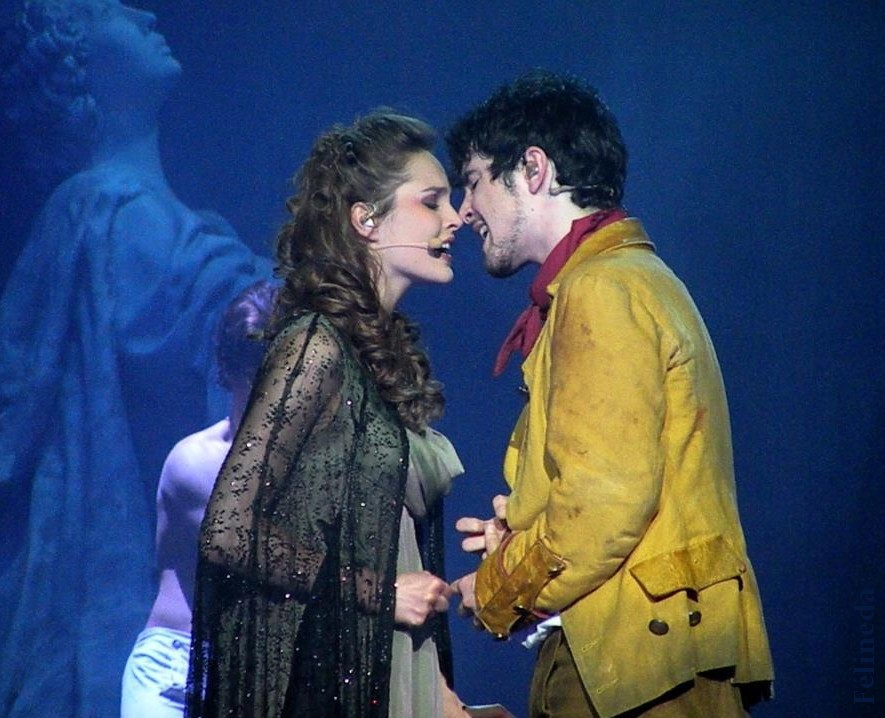
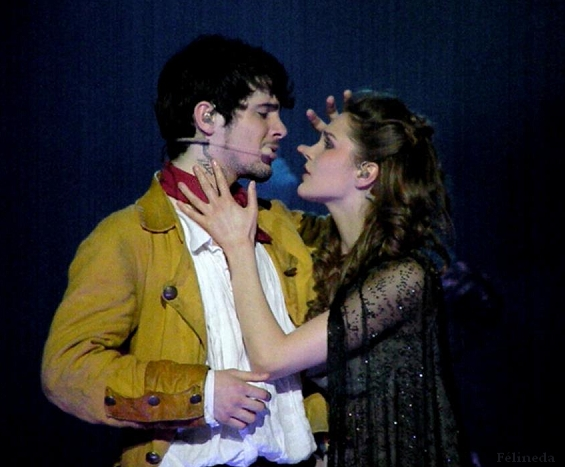
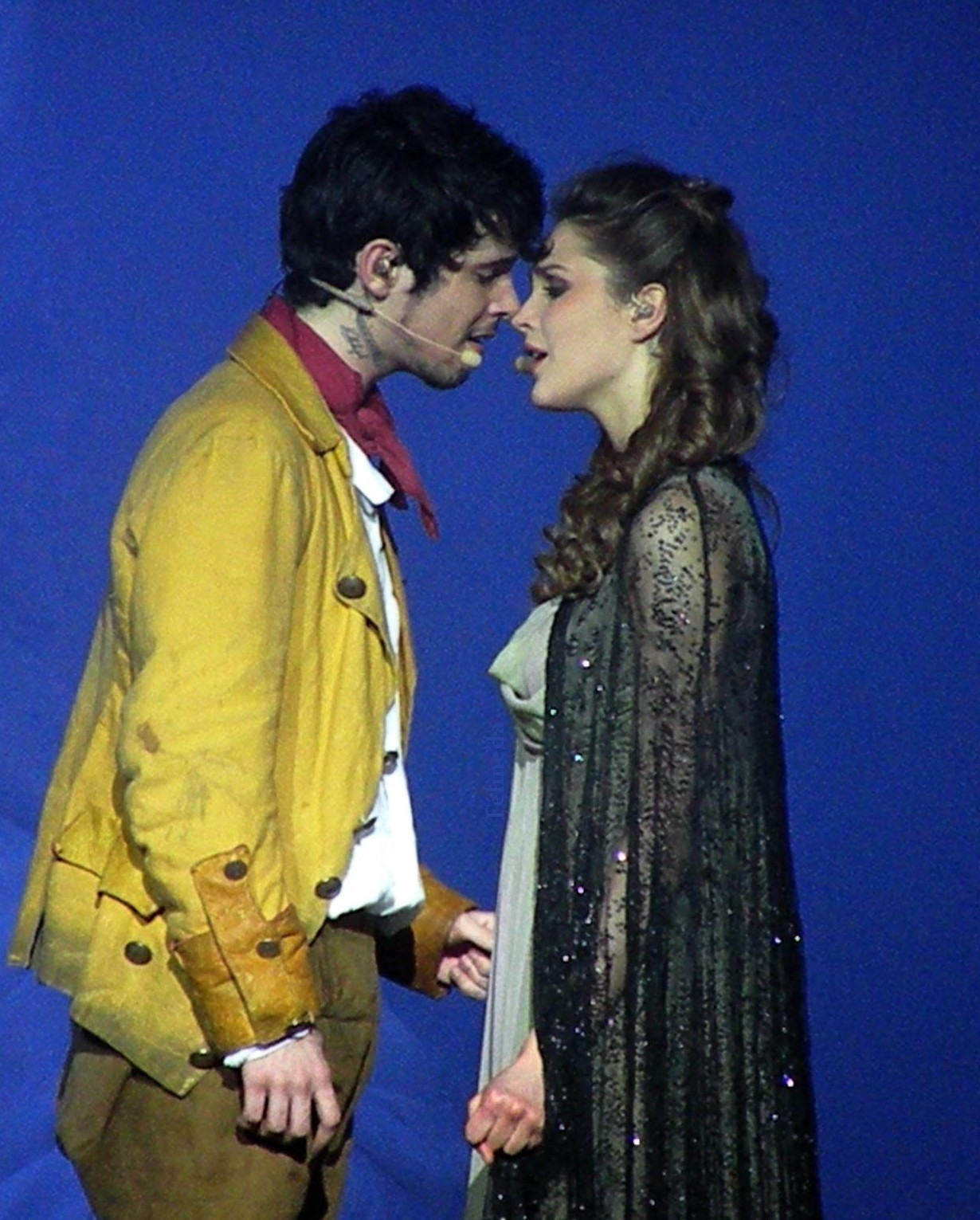
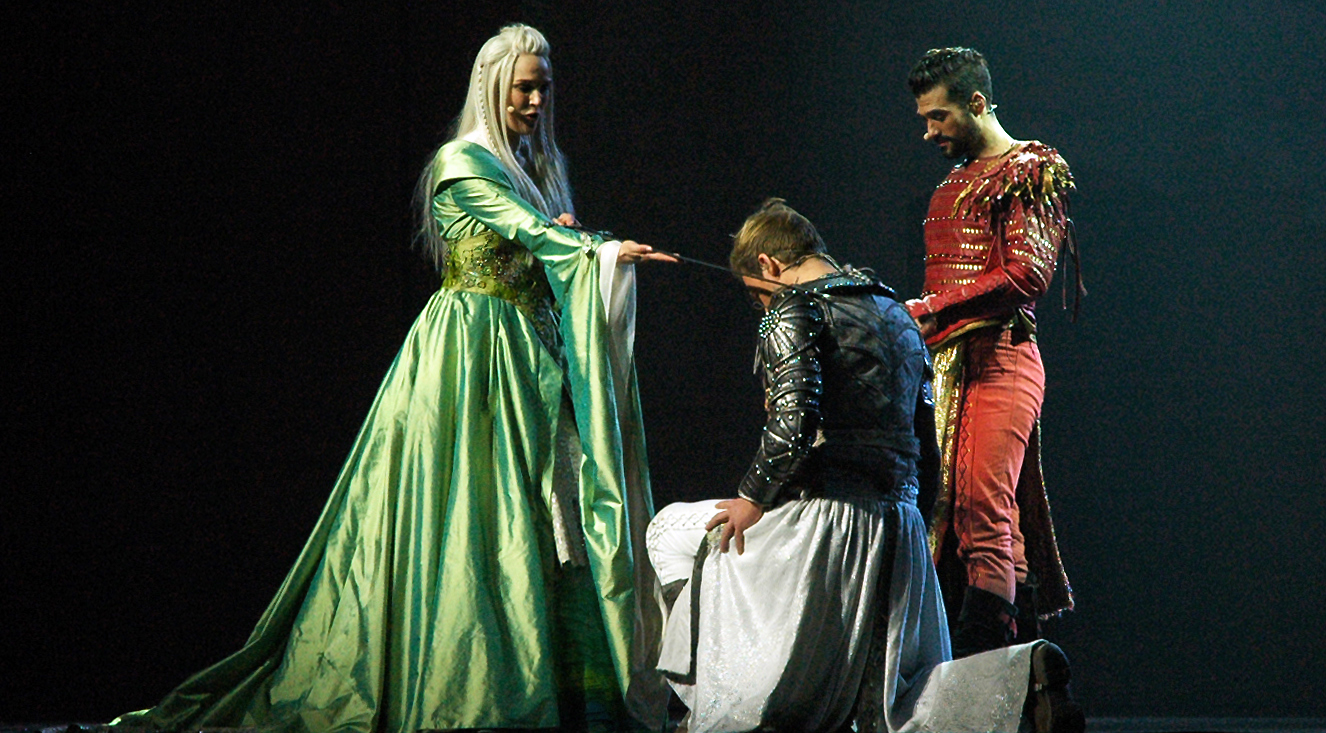
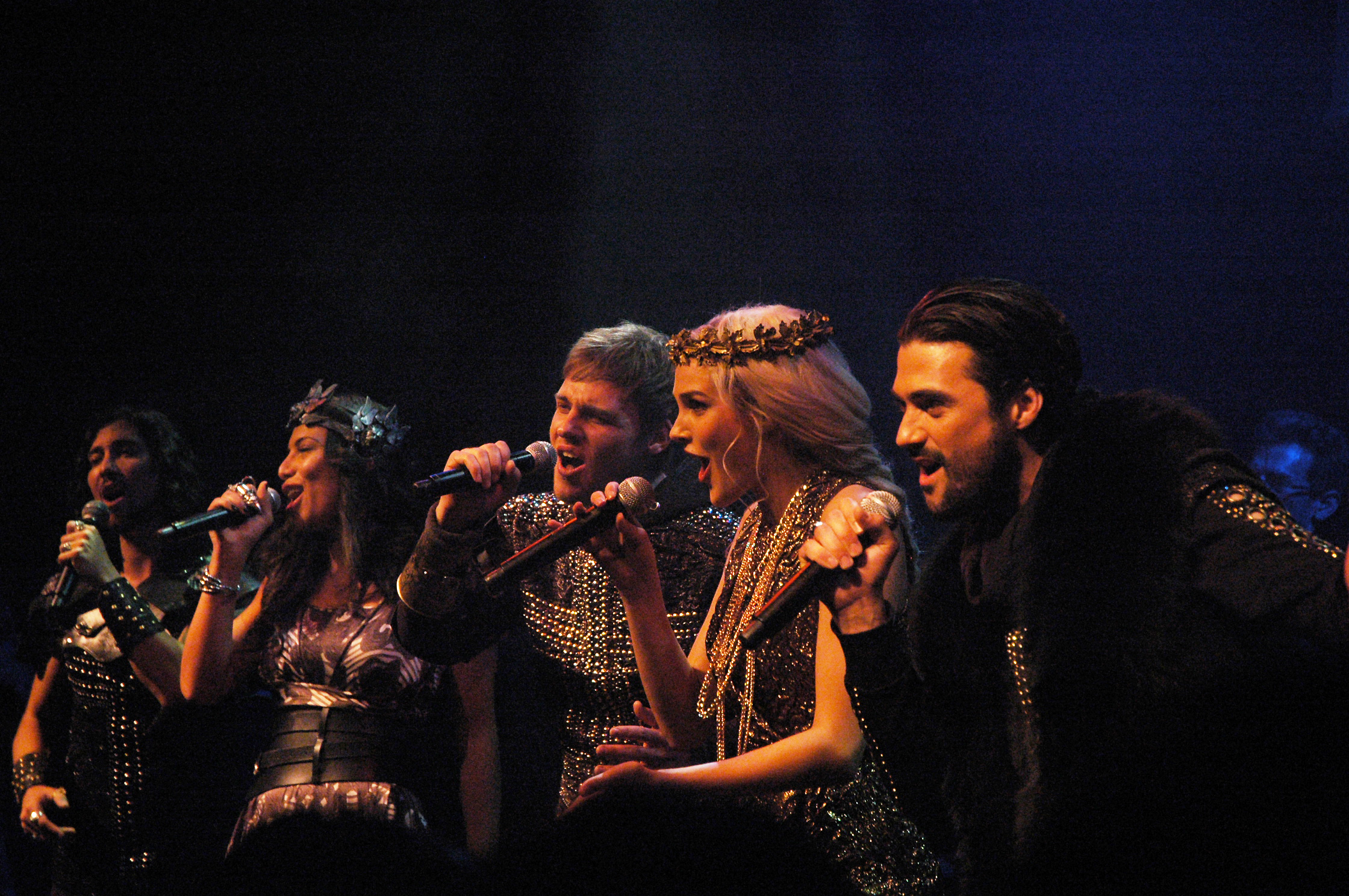

#### Consécration (à partir de 2016)
En octobre 2016, elle participe à la septième saison de l'émission Danse avec les stars sur TF1, aux côtés du danseur Grégoire Lyonnet, et termine deuxième de la compétition. En 2017, elle sort un album de reprises consacré à la chanteuse Sheila.
En 2018, elle joue dans une série de TF1, Les Bracelets rouges. Elle tourne aussi dans la mini-série Maman a tort sur France 2.
Elle participe à la troisième saison du Meilleur Pâtissier, spécial célébrités sur M6. Pour l'occasion, elle retrouve Laurent Maistret, mais aussi Julien Lepers et Chris Marques de Danse avec les stars. Toujours en 2018, elle participe aussi à l'émission Les Touristes : mission Safari, présentée par Arthur sur TF1.
En fin d'année, plus de 70 célébrités se mobilisent à l'appel de l'association Urgence Homophobie. Camille Lou est l'une d'elles et apparaît dans le clip de la chanson De l'amour.

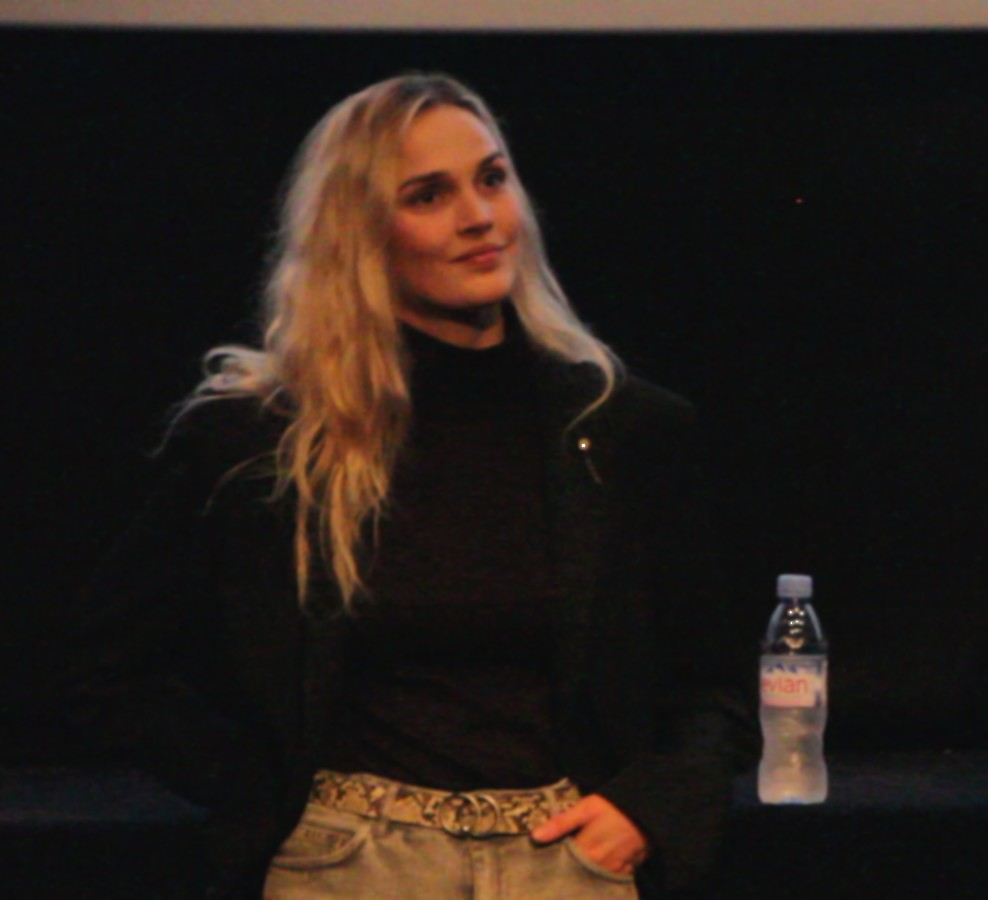
Camille Lou à l'avant-première de Jusqu'ici tout va bien (Lille, 2019).

En 2019, elle incarne l'un des rôles principaux de la mini-série « féministe » Le Bazar de la Charité, diffusé sur TF1 où elle incarne Alice de Jeansin dont la vie change après avoir survécu à un incendie. Elle se révolte notamment contre le sort réservé aux femmes de l'époque. Pour Camille Lou, Le Bazar de la Charité marque un tournant dans sa carrière : « Intérieurement, il y aura un avant et un après pour moi avec cette série. », « Elle a changé ma vie. Ce tournage m’a fait comprendre beaucoup de choses et notamment que je portais ça en moi, cette envie de jouer. », « Aujourd’hui, je trouve mon bonheur dans la comédie, je ne veux pas me disperser. Si je reprends un jour la chanson, ce sera une envie qui viendra vraiment de moi. ».
Elle joue également dans la comédie Jusqu'ici tout va bien de Mohamed Hamidi, sortie en 2019. À la même période, elle a également réalisé des shootings pour la marque Tara Jarmon.

#### À partir de 2020
Le 6 avril 2020, elle participe à la campagne numérique #EnsembleSurInternet de MALD agency pour lutter contre toutes les discriminations et la haine sur Internet pendant le premier confinement national de la Covid-19 avec les associations UEJF, Urgence Homophobie, STOP Homophobie, SOS Racisme et Cool Kids Féministes et 16 autres personnalités,.
En février 2021, elle joue dans la série Je te promets, un remake de la série américaine This Is Us, dont le tournage a débuté fin janvier 2020. Elle joue également dans la comédie Pourris gâtés de Nicolas Cuche, aux côtés de Gérard Jugnot et Artus.
En 2022, elle interprète Suzanne Faure, une infirmière pratiquant des avortements clandestins en 1914, dans la série Les Combattantes. En 2024, elle joue Giovanna Deluca, une capitaine de gendarmerie qui tente de résoudre un mystère, dans la série Anthracite.
En novembre 2024, elle incarne Tamara « Tam » Chamade dans la série Cat's Eyes sur TF1. Le 23 novembre, invitée lors du prime de la saison 12 de Star Academy, elle interprète la chanson Je t'écris de Grégory Lemarchal en duo avec la candidate Marine, Camille Lou faisait partie des fans de la première heure du vainqueur de la « Star Academy 4 ».

### Vie privée
Fin juillet 2020, Camille Lou annonce sa séparation d'avec Gabriele Beddoni, danseur et acrobate d'origine italienne rencontré sur la comédie musicale La Légende du roi Arthur, après cinq ans de relation.
Depuis novembre 2020, elle partage la vie du surfeur français Romain Laulhé. Ils s'installent ensemble à Anglet en juin 2021, puis se fiancent le 22 mai 2022 à l'occasion des trente ans de Camille Lou. Le couple se pacse ensuite le 22 mai 2023.

## Spectacles
- 2011-2014 : 1789 : Les Amants de la Bastille (comédie musicale) : Olympe du Puget, servante de Marie-Antoinette
- 2015-2016 : La Légende du roi Arthur (comédie musicale) : la reine Guenièvre

## Discographie

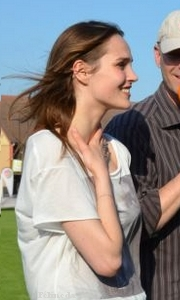
Camille Lou en 2014.

### Albums de comédies musicales
- 2012 : 1789 : Les Amants de la Bastille[34]
- 2015 : La Légende du roi Arthur[35],[36]

### Participations
- 2014 : La Belle et la Bête en duo avec Garou sur l'album We Love Disney
- 2014 : Le Soleil de ma vie en duo avec Amir sur l'album Forever gentleman 2
- 2015 : The Time of My Life en duo avec David Carreira sur l'album Les stars font leur cinéma[37],[38]
- 2018 : De l'amour, chanson caritative pour l'association Urgence Homophobie[18]
- 2018 : Un clair de lune à Maubeuge sur l’album Les Gens du Nord

## Filmographie
Sauf indication contraire, les informations mentionnées dans cette section peuvent être confirmées par les bases de données cinématographiques IMDb et Allociné,  présentes dans la section « Liens externes ».

### Cinéma
- 2017 : Épouse-moi mon pote de Tarek Boudali : la fille du café
- 2019 : Jusqu'ici tout va bien de Mohamed Hamidi : Élodie
- 2019 : Play d'Anthony Marciano : Fanny
- 2021 : Pourris gâtés de Nicolas Cuche : Stella Bartek
- 2023 : Notre tout petit petit mariage de Frédéric Quiring : Lou
- 2023 : Chasse gardée d'Antonin Fourlon et Frédéric Forestier : Adélaïde
- 2025 : Natacha (presque) hôtesse de l'air de Noémie Saglio : Natacha
- 2025 : Chasse gardée 2 d'Antonin Fourlon et Frédéric Forestier : Adélaïde

### Télévision

#### Séries télévisées
- 2018 : Maman a tort (mini-série) de François Velle : Angélique « Angie » Fontaine
- 2018-2020 : Les Bracelets rouges de Nicolas Cuche : Aurore (12 épisodes)
- 2019 : Le Bazar de la Charité (mini-série) d'Alexandre Laurent : Alice de Jeansin
- 2021 : J'ai menti (mini-série) de Frédéric Berthe : Audrey Barreyre
- 2021 : Christmas Flow (mini-série) de Nadège Loiseau : Mel
- 2021-2023 : Je te promets d'Arnaud Sélignac et Renaud Bertrand : Florence Gallo
- 2022 : Les Combattantes (mini-série) d'Alexandre Laurent : Suzanne Faure
- 2022 : Prométhée (mini-série) de Christophe Campos : Élise Kirvin
- 2024 : Anthracite (mini-série) de Julius Berg : Giovanna DeLuca
- 2024 : Cat's Eyes d'Alexandre Laurent : Tamara « Tam » Chamade[39]

#### Téléfilms
- 2022 : J'irai au bout de mes rêves (ou Invulnérables) de Stéphanie Pillonca : Bianca
- 2025 : Tout le bleu du ciel de Maurice Barthélemy : Joanne

#### Publicité
- 2017 : SNCF, Quand le TGV accélère, Hollywood doit suivre de Kim Chapiron avec Kevin Costner : Valérie Ducombe[40]

## Émissions de télévision
- 2013 et 2014 : Les Chansons d'abord sur France 3 : membre de la troupe
- 2015 : Le Maillon faible sur D8
- 2015 et 2017 : L'Œuf ou la Poule ? sur D8 : participante
- 2015 et 2018 : Le Grand Blind test sur TF1
- 2015 et 2016 : Fort Boyard sur France 2 : candidate
- 2016-2017 : Danse avec les stars (saison 7) sur TF1 : finaliste et participation au Grand Show
- 2018 : Le Meilleur Pâtissier, spécial célébrités (saison 3) sur M6 : finaliste
- 2018 : Les Touristes : mission safari : participante
- 2023 : Le Grand Concours sur TF1 : candidate

## Distinctions

### Nominations
- NRJ Music Awards 2013 :
  - Groupe / duo / troupe / collectif francophone de l'année pour 1789 les amants de la Bastille
  - Chanson francophone de l'année pour Tomber dans ses yeux (en duo avec Louis Delort)
- NRJ Music Awards 2015 : Groupe / duo / troupe / collectif francophone de l'année pour La Légende du roi Arthur